# ميلتون فريدمان

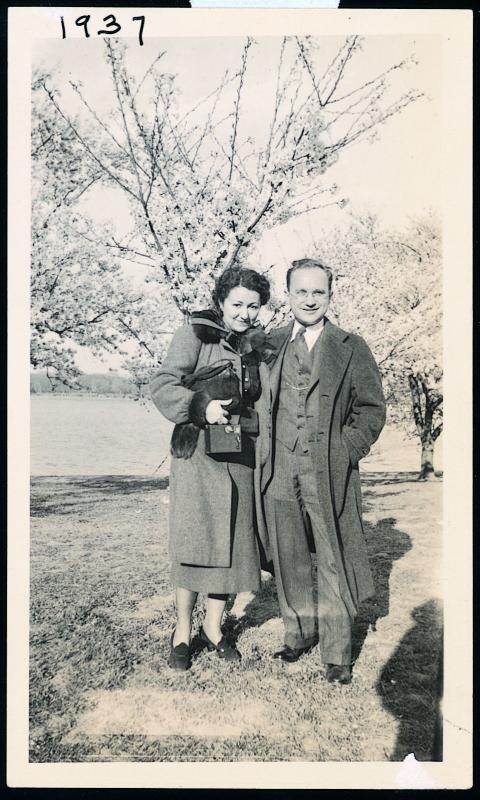
ميلتون فريدمان وزوجته المستقبلية روز فريدمان في عام 1935

ميلتون فريدمان (/friːdmən/ 31 يوليو/تموز 1912 – 16 نوفمبر/تشرين الثاني 2006) (بالإنجليزية: Milton Friedman) هو عالم اقتصاد أمريكي، فاز بجائزة نوبل في العلوم الاقتصادية عام 1976 لإنجازاته في تحليل الاستهلاك والمعروض النقدي ونظريته في شرح سياسات التوازن. وبالاشتراك مع جورج ستيجلر وآخرون، كان فريدمان من بين القادة الفكريين للجيل الثاني من مدرسة شيكاغو التي نشأت في قسم الاقتصاد بجامعة شيكاغو وكلية الحقوق وكلية الدراسات العليا لإدارة الأعمال من الأربعينيات فصاعدًا. أصبح العديد من الطلاب والأساتذة الشباب الذين تمّ تعيينهم أو إرشادهم من قبل فريدمان في شيكاغو خبراء اقتصاديين بارزين، بما في ذلك غاري بيكر وروبرت فوغل وتوماس سويل وروبرت لوكاس جونيور.
بدأت تحدّيات فريدمان لما أسماه فيما بعد نظرية ’’اقتصاد كينزي البسيطة‘‘ (بالإنجليزية:Keynesian economics) بإعادة شرح دالة الاستهلاك في خمسينيات القرن العشرين. وفي ستينيات القرن العشرين، أصبح المدافع الرئيسي المعارض لسياسات الحكومة الاقتصادية الكينزية ووصف نهجه (جنبًا إلى جنب مع الاقتصاد السائد) بأنه يستخدم ’’اللغة الكينزية وأدواتها‘‘ بعد رفض استنتاجاتها ’’الأولية‘‘. وقد وضع نظرية مفادها وجود معدل ’’طبيعي‘‘ للبطالة وأثبت أنّ البطالة تحت هذا المعدل ستؤدي إلى تسارع التضخم المالي. وبرهن أنّ منحنى فيليبس كان على المدى الطويل عموديًا عند ’’المعدل الطبيعي‘‘ وتوقّع ما سيعرف باسم الركود التضخمي. طوّر فريدمان وجهة نظر اقتصادية كليّة بديلة تُعرف باسم ’’المدرسة النقدية monetarism‘‘ وحاول أن يبرهن أنّ التضخم المنتظم والصغير في المعروض النقدي كان بفضل السياسة الممتازة. أثّرت أفكاره المتعلقة بالسياسة النقدية والضريبة والخصخصة ورفع القيود على السياسات الحكومية، وخاصة خلال الثمانينات. أثرت نظريته النقدية على استجابة مجلس الاحتياطي الفيدرالي للأزمة المالية العالمية في 2007-2008.
كان فريدمان مستشارًا للرئيس الجمهوري رونالد ريغان ورئيسة الوزراء البريطانية المحافظة مارغريت تاتشر. وقد شجعت فلسفته السياسية إشادة النظام الاقتصادي بالسوق الحر بالحد الأدنى من التدخلات. لقد ذكر ذات مرة أنّ دوره في القضاء على التجنيد الإلزامي في الولايات المتحدة هو من أكثر إنجازاته التي يفتخر بها. دعا فريدمان في كتابه عام 1962 بعنوان الرأسمالية والحرية، إلى سياسات مثل جيش المتطوعين، وعدم تقييد أسعار الصرف العائمة، وإلغاء التراخيص الطبية، وضريبة الدخل العكسية ومستندات الكفالة للمدارس، وعارض الحرب على المخدرات. ودعمه لاختيار المدرسة (اقتراح يسمح للأهل باستخدام الموارد العامة لإرسال أولادهم لأي مدرسة يريدونها وليس فقط للمدارس الحكومية) دفع به إلى تأسيس مؤسسة فريدمان للخيار التعليمي، في وقت لاحق أعيدت تسميتها إلى EdChoice.
```
تشمل أعمال فريدمان الأُفْرودَات (أُفْرودَة: دِراسَةٌ في مَوضوعِ واحِد)، والكتب، والمقالات العلمية المُتَعَمِّقة، والأبحاث، وأعمدة الصحف، والبرامج التلفزيونية والمحاضرات، وتغطي مجموعة واسعة من الموضوعات الاقتصادية وقضايا السياسة العامة. كان لكتبه ومقالاته تأثير عالمي، بما في ذلك في الدول الشيوعية الماضية.
[
28
]
 صنّفت دراسةٌ استقصائيةٌ خاصة بعلماء الاقتصاد فريدمان بأنّه ثاني أكثر الاقتصاديين شعبية في القرن العشرين بعد جون مينارد كينز فقط
[
29
]
 ووصفته مجلة 
ذي إيكونوميست
 بأنّه ’’أكثر الاقتصاديين تأثيرًا في النصف الثاني من القرن العشرين [...] وربّما القرن كاملًا‘‘.
```

## لمحة عن حياته
ولد فريدمان في بروكلين، نيويورك في 31 يوليو/تموز 1912. كان والديه، سارا إثيل Sára Ethel و جون سول فريدمانJenő Saul Friedman ، من المهاجرين اليهود من بريغكساس في الكاربات روثينيا، مملكة المجر (الآن بيريهوفيفي في أوكرانيا). كلاهما عملوا في تجارة الأقمشة والملبوسات الجاهزة. بعد فترة وجيزة من ولادته، انتقلت الأسرة إلى راهواي، نيو جيرسي. وفي سن المراهقة، أصيب فريدمان في حادث سيارة، والذي شوه شفته العليا. تخرّج فريدمان، وهو طالب موهوب، من مدرسة راهواي الثانوية في عام 1928، قبل عيد ميلاده السادس عشر مباشرة. حصل على منحة من جامعة روتجرز (كانت جامعة خاصة تتلقى دعمًا محدودًا من ولاية نيو جيرسي على سبيل المثال، لمثل هذه المنح الدراسية).
في عام 1932، تخرّج فريدمان من جامعة روتجرز، حيث تخصّص في الرياضيات والاقتصاد وكان يهدف في البداية إلى أن يصبح مخمّن (أكتواري). وخلال الفترة التي قضاها في روتجرز، تأثّر فريدمان بأستاذين في الاقتصاد، هما آرثر ف. بيرنز وهومير جونز، اللذين أقنعاه بأنّ الاقتصاد الحديث يمكن أن يساعد في إنهاء الكساد الكبير.
بعد تخرجه من جامعة روتجرز، عُرِضَ على فريدمان منحتين لمتابعة الدراسات العليا، واحدة في الرياضيات في جامعة براون والأخرى في الاقتصاد في جامعة شيكاغو. اختار فريدمان الأخيرة، ومن ثمّ حصل على درجة الماجستير في الآداب في عام 1933. تأثّر بقوة بكل من جاكوب فينر وفرانك نايت وهنري سيمونز. في شيكاغو، التقى فريدمان بزوجته المستقبلية، عالمة الاقتصاد روز دايركتر. وخلال العام الدراسي 1933-1934، حصل على درجة زميل في جامعة كولومبيا، حيث درس علم الإحصاء مع الإحصائي الشهير والاقتصادي هارولد هوتلينغ. عاد إلى شيكاغو في العام الدراسي 1934-1935، وعمل كمساعد بحثي لهنري شولتز، الذي كان يعمل بعد ذلك في النظرية وقياس الطلب. في ذلك العام، كوّن فريدمان صداقات مع جورج ستيجلر ووالن ألين واليس دامت مدى الحياة.

## الخدمة العامة
في البداية لم يتمكّن فريدمان من العثور على عمل أكاديمي، لذلك في عام 1935 ذهب مع صديقه والن آلين واليس إلى واشنطن العاصمة، حيث كان برنامج الصفقة الجديدة لفرانكلين روزفلت ’’منقذًا‘‘ للعديد من الاقتصاديين الشباب. في هذه المرحلة، قال فريدمان وزوجته ’’نعتبر برامج خلق فرص العمل مثل WPA ، وسلك الخدمة المدنية CCC، و PWA استجابات مناسبة للوضع الحرج، ولكن تحديد الأسعار والأجور ليست مقاييس في إدارة الانتعاش الوطني وإدارة التنظيم الزراعي‘‘. كما أنذر بأفكاره فيما بعد، وقال أنّه يعتقد أنّ إجراءات التحكم بالأسعار تتداخل مع آلية تأشير أساسية للمساعدة في استخدام الموارد حيث كانت الأكثر قيمة. في الواقع، استنتج فريدمان في وقتٍ لاحق أنّ كل تدخل حكومة مرتبط بالصفقة الجديدة كان ’’العلاج الخاطئ للمرض الخاطئ‘‘، مجادلًا أنّه كان يجب ببساطة توسيع العرض النقدي، بدلاً من تقليصه. كتب فريدمان وزميلته آنا شوارتز فيما بعد تاريخ النقد في الولايات المتحدة 1867-1960، والذي ناقشا فيه الكساد الكبير كان سببه انكماش نقدي حاد بسبب الأزمات المصرفية وسياسة الفقراء من جانب نظام الاحتياطي الفيدرالي.
خلال عام 1935، بدأ العمل في المجلس الوطني لتخطيط الموارد، وكان يعمل على مسح ميزانية المستهلك الكبير. أصبحت أفكار من هذا المشروع في وقت لاحق جزءًا من نظريته العمل الاستهلاكي (وظيفة تعبر عن القدرة المالية المقدرة للاستهلاك). بدأ فريدمان العمل مع المكتب القومي للأبحاث الاقتصادية في خريف عام 1937 لمساعدة سيمون كوزنتس في عمله على الدخل المهني. نتج عن هذا العمل نشرهم بحثهم بصيغة مشتركة ’’الدخل من ممارسة المهن باحترافية وبطريقةٍ مستقلة‘‘، والذي قدّم مفاهيم الدخل الدائم والمؤقت، وهو مكوّن رئيسي في فرضية الدخل الدائم التي وضعها فريدمان بمزيد من التفصيل في الخمسينات. يفترض الكتاب أنّ الترخيص المهني يحدّ بدرجة مصطنعة من تقديم الخدمات ويرفع الأسعار.
خلال عام 1940، تمّ تعيين فريدمان أستاذًا مساعدًا لتدريس الاقتصاد في جامعة ويسكونسن - ماديسون، لكنه واجه معاداة السامية في قسم الاقتصاد وقرّر العودة إلى الخدمة الحكومية. من عام 1941 وحتى عام 1943، عمل فريدمان على سياسة الضرائب في زمن الحرب مع الدولة الاتحادية، كمستشار لكبار المسؤولين في وزارة الخزانة الأمريكية. وكناطق باسم وزارة الخزانة خلال عام 1942، دعا إلى سياسة كينز الخاصة بالضرائب. وساعد في ابتكار نظام خصم من المورد، حيث كانت الحكومة الفيدرالية بحاجة ماسة إلى المال من أجل خوض الحرب. وقال في وقتٍ لاحق، ’’ليس لدي تبرير لذلك، لكنني أتمنى حقًا أننا لم نجد ذلك ضروريًا، وأتمنى أن تكون هناك طريقة لإلغاء الخصم الآن‘‘.

## سيرته الأكاديمية

### سنواته الأولى
في عام 1940، قَبِلَ فريدمان منصب في جامعة ويسكونسن ماديسون، لكنّه تخلى عنه بسبب الخلافات مع هيئة التدريس فيما يتعلق بتورّط الولايات المتحدة في الحرب العالمية الثانية. كان فريدمان يعتقد أنّه يجب على الولايات المتحدة أن تدخل الحرب. في عام 1943، انضمّ فريدمان إلى قسم أبحاث الحرب في جامعة كولومبيا (برئاسة ويلسون ألين واليس وهارولد هوتيلينغ)، حيث أمضى بقية فترة الحرب العالمية الثانية يعمل خبيرًا إحصائيًّا رياضيًّا، مركّزًا على مشاكل تصميم الأسلحة، والتكتيكات العسكرية، وتجارب التعدين.
في عام 1945، قدّم فريدمان الدخل من ممارسة المهن باحترافية وبطريقة مستقلة (شارك في تأليفه مع كوزنتس وأكمله طوال سنة 1940) إلى جامعة كولومبيا كرسالة دكتوراه له. منحته الجامعة درجة الدكتوراه عام 1946. قضى فريدمان العام الدراسي 1945-1946 في جامعة منيسوتا (حيث كان يعمل صديقه جورج ستيغلر). وفي 12 فبراير 1945، ولد ابنه ديفيد فريدمان.

### جامعة شيكاغو
في عام 1946، قَبِلَ فريدمان عرضًا لتدريس النظرية الاقتصادية في جامعة شيكاغو (وهو المنصب الذي افتتح برحيل أستاذه السابق يعقوب فاينر إلى جامعة برينستون). سيعمل فريدمان مع جامعة شيكاغو على مدار الثلاثين عامًا القادمة. هناك ساهم في إنشاء مجتمع فكري أنتج عددًا من الفائزين بجائزة نوبل، والمعروف بصفةٍ جماعية باسم مدرسة شيكاغو للاقتصاد.
في ذلك الوقت، طلب آرثر ف. بيرنز، الذي كان آنذاك يشغل منصب رئيس المكتب القومي للأبحاث الاقتصادية، من فريدمان الانضمام مرةً أخرى إلى موظفي المكتب. قَبِلَ الدعوة، وتولّى مسؤولية تحقيق المكتب في دور المال في الدورة الاقتصادية. ومن ثمّ، بدأ ’’ورشة العمل في النقود والبنوك‘‘ (’’ورشة شيكاغو‘‘)، التي شجّعت على إحياء الدراسات النقدية. خلال النصف الأخير من الأربعينيات من القرن العشرين، بدأ فريدمان بتعاون مع آنا شوارتز، وهي مؤرّخة اقتصادية في المكتب، والتي ستؤدي في النهاية عام 1963 إلى نشر لكتاب شارك في تأليفه فريدمان وشوارتز، وهو تاريخ النقد الأمريكي 1867-1960.
قضى فريدمان العام الدراسي 1954-1955 كزميل لفولبرايت في كلية غنفيل وكيوس، كامبردج. آنذاك، قُسّمت كلية كامبردج للاقتصاد إلى أغلبية كينيزية (بما في ذلك جوان روبنسون وريتشارد كاهن) وأقلية مناهضة للكينزية (برئاسة دينيس روبرتسون). وخمّن فريدمان بأنّه تمت دعوته إلى الزمالة، لأن وجهات نظره غير مقبولة لكل من قسمي كامبريدج. في وقتٍ لاحق كانت أعمدته الأسبوعية لمجلة نيوزويك (1966-84) قُرِأَت وأصبحت مؤثرة أكثر فأكثر بين السياسيين ورجال الأعمال. من عام 1968 إلى عام 1978، شارك هو وبول سامويلسون في سلسلة كاسيت الاقتصاد، وهي سلسلة اشتراك نصف أسبوعية حيث يناقش الخبير الاقتصادي قضايا اليوم لنحو نصف ساعة في كل مرة.
كان فريدمان مستشارًا اقتصاديًا للمرشح الجمهوري للرئاسة باري جولدواتر خلال عام 1964.

#### الرأسمالية والحرية
جلب له كتاب الرأسمالية والحرية الاهتمام الدولي والعالمي خارج الأوساط الأكاديمية. تمّ نشره في عام 1962 من قبل دار نشر جامعة شيكاغو ويتألف من مقالات تستخدم نماذج اقتصادية غير رياضية للبحث في قضايا السياسة العامة. بِيْعَ منه أكثر من 400.000 نسخة في أول ثمانية عشر عامًا وأكثر من نصف مليون منذ عام 1962. وقد تُرجِمَ إلى ثمانية عشر لغة. يتحدّث فريدمان عن الحاجة إلى الانتقال إلى مجتمع ليبرالي كلاسيكي، وأنّ الأسواق الحرة ستساعد الدول والأفراد على المدى الطويل، وتُصْلِح مشكلات الكفاءة التي واجهتها الولايات المتحدة وغيرها من الدول الكبرى في الخمسينات والستينات. ينتقل بالفصول التي تخصّص قضية محددة في كل فصل من دور الحكومة والاعتماد المالي إلى برامج الرعاية الاجتماعية إلى فصل خاص عن الترخيص المهني. ويختم فريدمان كتاب الرأسمالية والحرية بموقفه ’’الليبرالي الكلاسيكي‘‘، على أنّ الحكومة يجب أن تبقى خارج المسائل التي لا تحتاجها، ويجب عليها أن تشرك نفسها فقط عند الضرورة القصوى للمحافظة على شعبها والدولة. يسرد كيف تأتي أفضل قدرات البلد من أسواقه الحرة في حين أن الإخفاقات تأتي من تدخل الحكومة.

## حياته الشخصية

### التقاعد
في عام 1977، تقاعد فريدمان في سن الخامسة والستين من جامعة شيكاغو بعد أن درّس هناك لمدة 30 عامًا. انتقل هو وزوجته إلى سان فرانسيسكو، حيث أصبح عالمًا في البنك الاحتياطي الفيدرالي في سان فرانسيسكو. منذ عام 1977، كان منتسب لمؤسسة هوفر في جامعة ستانفورد. خلال نفس العام، اتصلت شبكة فري تو تشوز بفريدمان وطلبت منه تأليف برنامج تلفزيوني يقدّم فيه فلسفته الاقتصادية والاجتماعية.
عمل فريدمان في هذا المشروع للسنوات الثلاث التالية، وخلال عام 1980، تمّ بث أجزاء السلسلة العشر، بعنوان حر في اختيار أو حرية الاختيار (بالإنجليزية Free to Choose)، من قبل خدمة البث العام بي بي إس (PBS). كان الكتاب دليل للسلسلة (الذي شارك في تأليفه ميلتون وزوجته، روز فريدمان)، الذي يحمل أيضًا عنوان ’’حرية الاختيار‘‘، والذي أصبح الكتاب الأكثر مبيعًا في عام 1980 وقد تمّ ترجمته إلى 14 لغة.
عمل فريدمان كمستشار غير رسمي لرونالد ريغان خلال حملته الرئاسية عام 1980، ثمّ عمل في المجلس الاستشاري للسياسة الاقتصادية للرئيس لبقية فترة حكم ريغان. يقول إبنشتاين أنّ فريدمان كان ’’المرشد‘‘ في إدارة ريغان. وفي عام 1988 حصل على قلادة العلوم الوطنية وكرّمه ريجان بوسام الحرية الرئاسي.
يُعرَف ميلتون فريدمان الآن بأنّه واحد من أكثر الاقتصاديين تأثيرًا في القرن العشرين. واصل فريدمان طوال الثمانينيات والتسعينيات، كتابة مقالات افتتاحية والظهور على شاشة التلفزيون. كما قام بالعديد من الزيارات إلى أوروبا الشرقية والصين، حيث قدّم نصائح أيضًا للحكومات. كما كان لعدة سنوات أمينًا لجمعية فيلادلفيا.

### حياته فيما بعد
وفقًا لمقال عام 2007 في مجلة كومينتاري (بالإنجليزية Commentary)، كان ’’أبويه من اليهود المتدينين بدرجةٍ معتدلة، لكن فريدمان، بعد الاندفاع القوي بالمعتقد الديني في مرحلة الطفولة، رفض الدين تماما‘‘. ووصف نفسه بأنّه لا أدري. كتب فريدمان على نحوٍ واسع عن حياته وخبراته، وخاصة في عام 1998 في مذكراته مع زوجته روز، بعنوان شخصين محظوظين.

### وفاته
توفي عن عمرٍ يناهز 94 بسبب قصور القلب في سان فرانسيسكو في 16 نوفمبر 2006. [55]كان لا يزال يعمل اقتصاديًا في مجال البحوث الاقتصادية الأوليّة. نُشِر عموده الأخير في وول ستريت جورنال في اليوم التالي لوفاته. وقد بقي بعد وفاته كل من زوجته (التي توفيت في 18 أغسطس / آب 2009) وطفليهما، ديفيد، المعروف بكتاب لاسلطوية رأسمالية ’’آلات الحرية‘‘، وخبير لعبة الورق جان مارتيل.

## مساهماته العلمية

### علم الاقتصاد
عُرِفَ فريدمان بإعادة الاهتمام بالعرض النقدي أو الإصدار النقدي كمحدد للقيمة الرمزية للمردود، أي النظرية الكميّة في المال. المدرسة النقدية (بالإنجليزية Monetarism) هي مجموعة الآراء المرتبطة بالنظرية الكميّة الحديثة. يمكن إرجاع أصولها إلى مدرسة سالامانكا التي تعود للقرن السادس عشر أو أكثر؛ ومع ذلك، فإنّ مساهمة فريدمان مسؤولة إلى حد كبير عن تعميمها (تبسيطها) الحديث. شارك مع آنا شوارتز في تأليف كتاب تاريخ النقد في الولايات المتحدة 1867-1960 (1963)، والذي كان اختبارًا لدور العرض النقدي والنشاط الاقتصادي في تاريخ الولايات المتحدة. وقد اعتبر الاستنتاج البارز لأبحاثهم الطريقة التي ساهمت بها تقلبات العرض النقدي في التقلبات الاقتصادية. وقد أشارت عدة دراسات حول التراجع الاقتصادي مع ديفيد ميزلمان خلال ستينيات القرن الماضي إلى أولوية العرض النقدي على الاستثمار والإنفاق الحكومي في تحديد الاستهلاك والإنتاج. أظهرت هذه التحديات للرأي السائد، ولكن غير المجرب غالبًا، عن أهميتهم الخاصة. دعمت الأبحاث التجريبية التي قام بها فريدمان وبعض النظريات الاستنتاج بأنّ التأثير على المدى القصير لتغيّر عرض النقد كان في المقام الأول على حساب النتاج، ولكن التأثير على المدى الطويل كان أساسًا على مستوى السعر.
كان فريدمان هو المؤيد الرئيسي للمدرسة النقدية في الاقتصاد. وأكد أن هناك علاقة وثيقة ومستقرة بين التضخم الاقتصادي والعرض النقدي، خاصةً أنّه يمكن تجنّب التضخم مع التنظيم المناسب لمعدل نمو القاعدة النقدية. استخدم التشبيه المعروف ’’إسقاط المال من طائرة هليكوبتر أو هليكوبتر الأموال‘‘، من أجل تجنّب التعامل مع آليات ضخ الأموال وغيرها من العوامل التي من شأنها أن تعقّد أكثر نماذجه.
رفض فريدمان استخدام السياسة المالية كأداة لإدارة الطلب. واعتبر أنّ دور الحكومة في توجيه الاقتصاد يجب أن يكون مقيدًا بشدة. كتب فريدمان على نطاق واسع عن الكساد الكبير، ووصف الفترة بين عامي 1929-1933 بـ ’’الانكماش الكبير‘‘. وقال إنّ الكساد الاقتصادي سببه صدمة مالية عادية ازدادت مدتها وخطورتها بدرجةٍ كبيرةٍ بسبب الانكماش التالي للعرض النقدي بسبب السياسات المضلّلة لمديري الاحتياطي الفيدرالي.
```
تم طرح هذه النظرية في كتاب التاريخ النقدي 
للولايات المتحدة
، ثم تمّ نشر الفصل الخاص بالكساد العظيم ككتاب مستقل بعنوان الانكماش الكبير، 1929-1933. كلا الكتابين لا يزالان يطبعان في دار نشر جامعة برنستون، وبعض النسخ تتضمن ملحقًا لخطاب في 
جامعة شيكاغو
 تكريما لذكرى فريدمان [60] حيث أدلى بن برنانكي بهذا البيان:
```

كما ناقش فريدمان وقف التدخل الحكومي في سوق صرف العملات، ممّا أدى إلى إنتاج أدبيات بأعداد هائلة حول الموضوع، وكذلك شجّع تطبيق أسعار الصرف العائمة بحرية. وقد أوضح صديقه المقرب جورج ستيجلر: «كما هو معتاد في العلم، لم يظفر بالنصر كاملًا، ويعود ذلك جزئيًا إلى أنّ الأبحاث كانت موجّهة على طول الخطوط المختلفة من خلال نظرية التوقعات الرشيدة، وهي نهج حديث طوّره أيضًا روبرت لوكاس جونيور، في جامعة شيكاغو.»  العلاقة بين فريدمان ولوكاس، أو المدرسة الكلاسيكية الحديثة ككل، كانت معقدة للغاية. كان منحنى فيلييس فريدمان بدايةً مثيرةً لاهتمام لوكاس، لكنّه سرعان ما أدرك أنّ الحل الذي قدّمه فريدمان لم يكن مرضيًا تمامًا. وضع لوكاس نهجًا جديدًا تمّ فيه افتراض التوقعات الرشيدة بدلًا من التوقعات التكيفية لفريدمان. وبسبب هذا التعديل، فإنّ القصة التي تمّ فيها دمج نظرية منحنى فيليبس الكلاسيكي الجديد قد تغيّرت جذريًا. لكن هذا التعديل كان له تأثير كبير على نهج فريدمان نفسه، لذلك ونتيجة لذلك، تغيّرت نظرية منحنى فيليبس فريدمان أيضًا. علاوةً على ذلك، فإنّ عالم الاقتصاد نيل والاس الكلاسيكي الجديد، الذي كان طالب دراسات عليا في جامعة شيكاغو بين عامي 1960 و 1963، اعتبر دورات فريدمان النظرية مليئة بالفوضى. يشير هذا التقييم بوضوح إلى العلاقة المكسورة بين المدرسة النقدية الفريدمانية والاقتصاد الكلي الكلاسيكي الجديد.
كان فريدمان معروفًا أيضًا بعمله في المصارف، وفرضية الدخل الدائم (1957)، والتي أشار إليها فريدمان على أنّه أفضل أعماله العلمية. ويؤكّد هذا العمل أنّ المستهلكين العقلاء سينفقون مبلغًا نسبيًا ممّا يعتبرونه دخلهم الدائم. سيتم حفظ المكاسب غير المتوقعّة في الغالب. وبالمثل، فإنّ التخفيضات الضريبية، كما يتوقع المستهلكون العقلانيون بأنه سيتعين زيادة الضرائب لاحقًا لموازنة المالية العامة. ومن المساهمات الهامة الأخرى نقده لمنحنى فيليبس ومفهوم المعدل الطبيعي للبطالة (1968). ارتبط هذه المقالة النقدية باسمه، بالاشتراك مع إدموند فيلبس، متنبئين بأنّ الحكومة هي التي ستتسب بالتضخم الكبير ولا يمكن التقليل من حجم البطالة بشكلٍ دائم من خلال العمل بهذا النهج. قد تنخفض البطالة بشكل مؤقّت، إذا كان التضخم المالي مفاجئًا، ولكن على المدى الطويل ستحتدد البطالة بسبب المشاكل والنقص في سوق العمل.
قدّمت مقالة فريدمان ’’منهجية الاقتصاد الإيجابي‘‘ (1953) نموذج نظرية المعرفة الخاص ببحثه التالي وحصوله على الشهادة من جامعة شيكاغو. وهناك حاول أن يثبت بأنّ الاقتصاد كعلم يجب أن يكون خاليًا من الأحكام القيّمة حتى يكون موضوعيًا. علاوةً على ذلك، لا ينبغي الحكم على النظرية الاقتصادية المفيدة من خلال الواقعيّة الوصفيّة، بل ببساطتها وإثمارها كمحرّك للتنبؤ. بمعنى آخر، يجب على الطلاب قياس دقة تنبؤاته، بدلاً من ’’سلامة افتراضاته‘‘. كانت حجته جزءًا من جدل مستمر بين الإحصائيين مثل جيرزي نيمان وليونارد سافاج ورونالد فيشر.

### علم الإحصاء
واحدة من أشهر مساهماته في علم الإحصاء هي أخذ العينات المتعاقبة. قام فريدمان بعمل إحصائي في قسم أبحاث الحرب في كولومبيا، حيث توصل هو وزملاؤه إلى هذه الطريقة. وأصبح، على حد تعبير قاموس نيو بالغريف للاقتصاد، ’’التحليل القياسي لفحص مراقبة الجودة‘‘. يضيف القاموس: ’’مثل العديد من مساهمات فريدمان، بالنظر لما مضى، يبدو من البديهي والواضح أنّ تطبيق الأفكار الاقتصادية الأساسيّة على مراقبة الجودة، غير أنّه مقياس لعبقريته‘‘.

## مواقفه السياسية العامة

### الاحتياطي الفيدرالي والسياسة النقدية
على الرغم من أنّ فريدمان استنتج أن للحكومة دور في النظام النقدي، لكنّه كان ينتقد الاحتياطي الفيدرالي بسبب أدائه الضعيف ورأى أنه ينبغي إلغاؤه. وكان معارضًا لسياسات الاحتياطي الفيدرالي، حتّى أثناء ما يسمى ’’صدمة فولكر‘‘ التي كانت تسمى ’’النقدي (بالإنجليزية (monetarist ‘‘. اعتقد فريدمان أنّه يجب استبدال نظام الاحتياطي الفيدرالي في النهاية ببرنامج حاسوب. فهو فضّل نظامًا يشتري ويبيع سندات الضمان آليًا استجابة للتغيرات في العرض النقدي.
أصبح اقتراح زيادة المعروض النقدي بشكلٍ مستمر بمقدار مُعيّن مُحدّد كلّ عام يعرف باسم قانون النسبة المئوية لفريدمان. كان هناك جدال حول فعالية نظام استهداف العرض النقدي النظري. أدّى عجز بنك الاحتياطي الفيدرالي عن تغطية أهداف المعروض النقدي من عام 1978 إلى عام 1982 إلى استنتاج البعض أنّه ليس بديلاً مجديًا لمزيد من التضخم الاعتيادي واستهداف سعر الفائدة. أعرب ميلتون فريدمان في نهاية حياته عن شكّه في شرعية (صحة) استهداف كمية المال.

### أسعار الصرف
كان فريدمان مؤيدًا بقوة لسعر الصرف العائم طوال فترة بريتون وودز بأكملها. وقال إنّ سعر الصرف القابل للتكيف سيجعل التنظيم الخارجي مُمكنًا ويسمح للبلدان بتفادي أزمات ميزان المدفوعات. ورأى أنّ أسعار الصرف الثابتة هي شكل غير مرغوب فيه من التدخل الحكومي. تمّ توضيح القضية في ورقة نافِذَة صدرت عام 1953 بعنوان ’’حالة أسعار الصرف القابلة للتكيف‘‘، في وقتٍ كان فيه معظم المعلّقين التلفزيونيين ينظرون إلى إمكانية تعويم أسعار الصرف كوهم أو خداع.

## روابط خارجية
- ميلتون فريدمان على موقع IMDb (الإنجليزية)
- ميلتون فريدمان على موقع الموسوعة البريطانية (الإنجليزية)
- ميلتون فريدمان على موقع مونزينجر (الألمانية)
- ميلتون فريدمان على موقع إن إن دي بي (الإنجليزية)
- ميلتون فريدمان على موقع قاعدة بيانات الفيلم (الإنجليزية)